# Pukyongosaurus
Genre
Espèce
Le Pukyongosaurus est un genre de titanosaure du Crétacé inférieur retrouvé en Corée. L'espèce-type, Pukyongosaurus gobiensis, a été décrite par Dong Zhiming et al. en 2001.
Le genre se rapproche de l'Euhelopus.